# カラベラス郡 (カリフォルニア州)
カラベラス郡（英: Calaveras County）は、アメリカ合衆国カリフォルニア州のゴールドカントリーに位置する郡である。「カラベラス」という名前はスペイン語の「頭蓋骨」を意味している。スペインの探検家ガブリエル・モラガが発見したインディアンの遺骸によって名付けたと伝えられている。人口は4万5292人（2020年）。郡庁所在地はサンアンドレアスである。エンジェルスキャンプが郡内唯一の法人化都市である。
カラベラス巨木州立公園はジャイアント・セコイアの木を保存しており、州道5号線沿いアーノルドの街の東数マイルにある。テルル化金の鉱物カラベライトが1861年に郡内で発見されており、群名に因んで名付けられた。
マーク・トウェインはその小説『カラベラス郡の祝福された飛び蛙』の舞台をカラベラス郡に設定した。毎年郡内で開催される郡祭りとジャンピング・フロッグ祝祭では蛙のジャンプコンテストを行い、トウェインの小説とのかかわりを祝している。郡内で1969年までに絶滅が危惧されていたカリフォルニア赤足蛙が2003年に再発見された。

## 歴史
カラベラス郡はカリフォルニア州が州に昇格した1850年に設立された郡の1つである。郡域の一部は1854年にアマドール郡に、1864年にアルパイン郡に割譲された。
スペイン語の「カラベラス」は「頭蓋骨」を意味している。郡名はカラベラス川から採られた。スペインの探検家ガブリエル・モラガがこの川の岸で多くのインディアンの頭蓋骨を発見したときに川を名付けたと言われている。マラガはこのインディアン達が飢饉で死んだか、狩場や釣り場に関する部族間の争いで殺されたかだと考えた。実際にはスペインの宣教師団に対抗して結束し立ち上がった後、スペイン兵に殺されたミウク族インディアンの死骸だった。スタニスラウス川は1830年代にサンノゼ伝道所から逃亡した海岸ミウク族のエスタニスラオに因んで名付けられている。エスタニスラオは原始的な武器を持って小集団の戦士と共に立ち上がり、スペインが攻撃した時は丘陵部に隠れていたとされている。ミウク族はスペイン軍の火力によって急速にその数を減らした。
作家のマーク・トウェインは長年この郡で著作活動を行った。その地形には美しい景色、うねる丘陵および巨大な渓谷がある。またその人に優しい地域社会や農業管理と建設設計などの事業でも知られている。マーサー洞窟など多くの洞窟があり、国中の観光客を呼ぶ観光地になっている。

## 地理

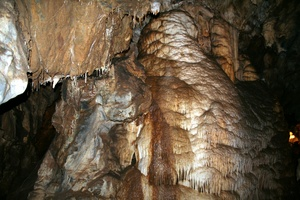
カリフォルニア洞窟

アメリカ合衆国国勢調査局に拠れば、郡域全面積は1,037平方マイル (2,685.8 km2)であり、このうち陸地は1,020平方マイル (2,641.8 km2)、水域は17平方マイル (44 km2)で水域率は1.62%である。カリフォルニア州森林部は郡の面積を663,000エーカーとしているが、正確な数字は663,477.949エーカー (2,685.00000 km2)である。郡内には多くの洞窟がある。

### 都市と町

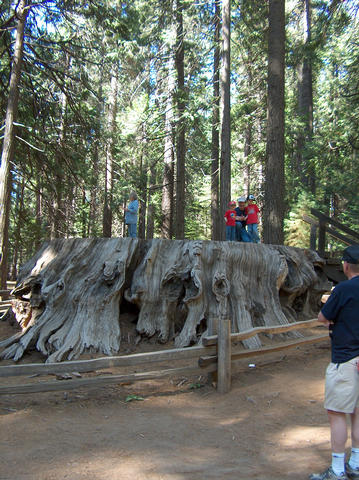
カラベラス巨木州立公園の巨大な木株

|  | - エンジェルスキャンプ - アーノルド - アベリー - カパーポリス - ドーリントン - フォレストメドウズ - グレンコー - モケルミヒル - マウンテンランチ - マーフィーズ - レイルロードフラット - ランチョカラベラス - サンアンドレアス - シープランチ - バレシト - バレースプリングス - ウォレス - ウェストポイント |

### 元の町
- カマンチェ
- キャットキャンプ
- ポバティバー
- サンドヒル

### 特別地区
| - アルタビル墓地地区 - アルタビル・メロンズ消防地区 - エンジェルスキャンプ消防地区 - ブレット・ハート統合高等学校地区 - カラベラス郡大気汚染管制地区 - カラベラス統一教育学区 - 中央カラベラス消防救急防護地区 - カパーポリス消防地区 - エベッツパス消防地区 | - フットヒル消防地区 - ジェニー・リンド消防地区 - マーク・トウェイン統合小学校教育学区 - モケルミヒル消防地区 - マーフィーズ消防地区 - サンアンドレアス消防地区 - バレシト統合小学校教育学区 - バレースプリングス公共施設地区 - ウェストポイント消防地区. |

### 隣接する郡
- スタニスラウス郡 - 南西
- サンホアキン郡 - 西
- アマドール郡 - 北
- アルパイン郡 - 北東
- トゥオルミ郡 - 南、南東

### 国立自然保護地域
- スタニスラウス国立の森（部分

## 交通

### 主要高規格道路
- カリフォルニア州道4号線
- カリフォルニア州道12号線
- カリフォルニア州道26号線
- カリフォルニア州道49号線

### 公共交通
カラベラス交通がエンジェルスキャンプ、サンアンドレアスなど郡内の地域社会を繋ぐバス便を運行している。郡間の便はトゥオルミ郡のコロンビア、アマドール郡のジャクソンおよびサンホアキン郡のロウダイとを繋いでいる。

### 空港
カラベラス郡空港はサンアンドレアスの南東に位置する一般用途空港である。

## 人口動態
以下は2000年の国勢調査による人口統計データである。
| 基礎データ - 人口: 40,554人 - 世帯数: 16,469 世帯 - 家族数: 11,742 家族 - 人口密度: 15人/km2（40人/mi2） - 住居数: 22,946軒 - 住居密度: 9軒/km2（22/mi2） 人種別人口構成 - 白人: 91.19% - アフリカン・アメリカン: 0.75% - ネイティブ・アメリカン: 1.74% - アジア人: 0.85% - 太平洋諸島系: 0.09% - その他の人種: 2.07% - 混血: 3.31% - ヒスパニック・ラテン系: 6.82% - ドイツ系アメリカ人: 15.7% - イングランド系アメリカ人: 13.0% - アイルランド系アメリカ人: 10.7% - イタリア系アメリカ人: 7.4% - 先祖がアメリカ人: 7.0% 主たる言語による人口構成 - 英語: 94.5% - スペイン語: 4.0% | 年齢別人口構成 - 18歳未満: 22.8% - 18-24歳: 5.5% - 25-44歳: 22.4% - 45-64歳: 31.1% - 65歳以上: 18.2% - 年齢の中央値: 45歳 - 性比（女性100人あたり男性の人口） - 総人口: 98.5 - 18歳以上: 95.7 世帯と家族（対世帯数） - 18歳未満の子供がいる: 26.7% - 結婚・同居している夫婦: 58.9% - 未婚・離婚・死別女性が世帯主: 8.6% - 非家族世帯: 28.7% - 単身世帯: 23.3% - 65歳以上の老人1人暮らし: 10.1% - 平均構成人数 - 世帯: 2.44人 - 家族: 2.85人 収入と家計 - 収入の中央値 - 世帯: 41,022米ドル - 家族: 47,379米ドル - 性別 - 男性: 41,827米ドル - 女性: 28,108米ドル - 人口1人あたり収入: 21,420米ドル - 貧困線以下 - 対人口: 11.8% - 対家族数: 8.7% - 18歳未満: 15.6% - 65歳以上: 6.2% |

## 主要な雇用主
カラベラス郡の主要な雇用主には次のものがある。
従業員数250-499人
- ベアバレー・スキー地域[4]
- 森林火災防護局
- マーク・トウェイン・セントジョセフ病院

従業員数100-249人
- ブレット・ハート高校
- アイアンストーンぶどう園
- カラベラス高校
- マーク・トウェイン回復期病院
- マウンテン・マシナリー[5]

## 政治
アメリカ合衆国下院議員の選挙ではカリフォルニア州第3選挙区の一部であり、カリフォルニア州議会下院議員の選挙では第25選挙区、カリフォルニア州議会上院議員の選挙では第1選挙区に入っており、2010年時点では全て共和党議員が務めていた。
カラベラス郡はアメリカ合衆国大統領および連邦議会選挙で共和党寄りの結果を出してきた。大統領選挙で民主党が多数を取ったのは1964年のリンドン・B・ジョンソンが最後だった。ただし、1992年のビル・クリントンは僅か17票差で敗れた。対照的に近年の選挙では民主党票が急激な増加傾向にあるが、2012年以降は不明である。
カラベラス郡は5人の委員からなる管理委員会によって統治されている。